# Ken Callis
Kenneth Callis, detto Ken (Winnipeg, 11 novembre 1911 – ...), è stato un cestista canadese.

## Carriera
Con il Canada ha disputato i Campionati del mondo del 1954, dove ha segnato 4 punti in 6 partite.
È stato introdotto nel 1993 con i Winnipeg Paulins del 1954 nella Manitoba Sports Hall of Fame.